# 昌城郡 (西魏)
新城郡，南朝劉宋所設置的郡，設置年代當在《宋書·州郡志》斷代年份大明八年（464年）以前。據《宋書》所記，隸屬益州，治北五城（今四川省三台縣南），下轄北五城縣、懷歸縣2縣，疑似隨郡新置。蕭齊因之。梁時改隸新州，西魏時改稱昌城郡，北周因之，下領昌城（舊稱北五城，西魏改名）、射洪（西魏置射江縣，北周改名）2縣。隋朝開皇三年（583年）廢。